# Gabriela zu Sayn-Wittgenstein-Sayn
Gabriela Prinzessin zu Sayn-Wittgenstein-Sayn (geborene Gräfin Schönborn-Wiesentheid; * 16. Oktober 1950 in Würzburg) ist eine deutsche Unternehmerin. Mit ihrer Hochzeit 1969 ist sie jedoch allgemein unter dem Namen Gabriela Fürstin zu Sayn-Wittgenstein-Sayn bekannt, auch wenn seit der Abschaffung des Adels 1919 der Titel „Prinzessin“, nicht jedoch der in Primogenitur gewährte Titel „Fürstin“, Bestandteil des bürgerlichen Nachnamens der Familie Sayn-Wittgenstein-Sayn ist. Sie ist Geschäftsführerin und Inhaberin des 1987 von ihr gegründeten Gartens der Schmetterlinge Schloss Sayn und in der Öffentlichkeit hauptsächlich durch ihre ehrenamtlichen Engagements bekannt.

## Garten der Schmetterlinge
Anlässlich eines Besuches im Schlosspark und Schmetterlingshaus von Friedrichsruh bei der Familie von Bismarck entstand die Idee, auf dem Anwesen in Sayn eine ähnliche Attraktion zu errichten. So entstanden 1987 zwei Glaspavillons im Schlosspark von Sayn. Auf rund 1000 {\displaystyle \mathrm {m^{2}} } werden rund 1000 Schmetterlinge in 50 Arten gehalten. Neben den Schmetterlingen befinden sich auch Skorpione, Spinnen, Chamäleons, Leguane und weitere Kleintiere in den Pavillons. Teiche und Wasserfälle mit Schildkröten und Koi-Karpfen sowie eine tropische Vegetation bilden eine Umgebung für die Schmetterlinge aus vielen Herkunftsländern rund um den Erdball. Für den laufenden Betrieb werden pro Woche rund 300 Insekten im Puppenstadium angeliefert. Weitere Tiere, die angetroffen werden können, umfassen bunte tropische Finken als auch chinesische Zwergwachteln, sehr kleine Hühnervögel mit lediglich rund 50 Gramm Gewicht und 14 cm Größe. Durch das Land Rheinland-Pfalz ist der Garten der Schmetterlinge als außerschulischer Lernort anerkannt. Die von Gabriela zu Sayn-Wittgenstein-Sayn betriebene Attraktion lockt jedes Jahr zwischen 60.000 bis 100.000 Besucher an.

## Familie
Gabriela Helene Maria Elisabeth Margarete Therese Fernanda zu Sayn-Wittgenstein-Sayn ist geboren als Gräfin von Schönborn-Wiesentheid. Sie ist die Tochter von Rudolf Graf von Schönborn-Wiesentheid und Helene geb. Prinzessin von Thurn und Taxis. Am 29. Juli 1969 heiratete sie auf Schloss Weißenstein (Pommersfelden) Alexander Prinz zu Sayn-Wittgenstein-Sayn, der medial allgemein als Alexander Fürst zu Sayn-Wittgenstein-Sayn bekannt ist, da er seinem Vater Ludwig 1962 gemäß den traditionellen Richtlinien des Deutschen Adelsrechtsausschusses als „Chef“ des Hauses Sayn-Wittgenstein-Sayn nachfolgte.
Das Paar hat sieben Kinder, die Tochter Filippa kam 2001 bei einem Autounfall ums Leben:
- Heinrich Prinz zu Sayn-Wittgenstein-Sayn (* 1970)
- Alexandra Prinzessin zu Sayn-Wittgenstein-Sayn (* 1973)
- Casimir Prinz zu Sayn-Wittgenstein-Sayn (* 1976)
- Filippa Prinzessin zu Sayn-Wittgenstein-Sayn (1980–2001)
- Ludwig (Louis) Prinz zu Sayn-Wittgenstein-Sayn (* 1982)
- Sofia Prinzessin zu Sayn-Wittgenstein-Sayn (* 1986)
- Peter Prinz zu Sayn-Wittgenstein-Sayn (* 1992)

## Ämter und Engagement
Gabriela zu Sayn-Wittgenstein-Sayn ist in der Öffentlichkeit insbesondere durch ihre sozialen und gesellschaftlichen Engagements bekannt.
Sie ist Mitglied verschiedener Stiftungsgremien und war von 1979 bis 1985 Mitglied des Stadtrats der Stadt Bendorf.
Zu ihren Funktionen zählen:
- Stiftung Filippas Engel, Stiftungsvorstand[4]
- Katharina-Kasper-Stiftung, Schirmherrin[5]
- Christoph-Metzelder-Stiftung, Mitglied des Kuratoriums
- Don Bosco Stiftung, Stiftungsbeirat[6]
- Special Olympics Rheinland-Pfalz, Mitglied des Kuratoriums
- SWR-Ehrensache (2007, 2008, 2009 und 2012), Mitglied der Jury
- Lichtzeichen e. V., Schirmherrin
- Deutsche Gartenbau-Gesellschaft 1822 e. V., Pflanzenbotschafterin[7]
- UN-Dekade der Biodiversität, Botschafterin
- Mammographie-Screening-Programm Mittelrhein, Schirmherrin[8]
- Freundeskreis „Sayner Hütte“, stellvertretende Vorsitzende
- Wilhelm-Furtwängler-Preis, Schirmherrin[9]
- Förderkreis „Abtei Sayn“, stellvertretende Vorsitzende

## Orden und Ehrenzeichen
- Aufnahme in Académie Cuisinier et Service Gastronomique (1987)
- Verdienstorden des Landes Rheinland-Pfalz (1988)
- Rheinland Award, für den Wiederaufbau von Schloss Sayn (2001)
- Verdienstkreuz am Bande (2016)